# Csehország a 2000. évi nyári olimpiai játékokon
Csehország az ausztráliai Sydneyben megrendezett 2000. évi nyári olimpiai játékok egyik részt vevő nemzete volt. Az országot az olimpián 20 sportágban 119 sportoló képviselte, akik összesen 8 érmet szereztek.

## Érmesek
| Érem  | Versenyző               | Sportág       | Versenyszám               |
| ----- | ----------------------- | ------------- | ------------------------- |
| Arany | Jan Železný             | Atlétika      | Férfi gerelyhajítás       |
| Arany | Štěpánka Hilgertová     | Kajak-kenu    | Női szlalom kajak egyes   |
| Ezüst | Roman Šebrle            | Atlétika      | Férfi tízpróba            |
| Ezüst | Rudi Kraj               | Ökölvívás     | Félnehézsúly              |
| Ezüst | Petr Málek              | Sportlövészet | Férfi skeet               |
| Bronz | Marek Jiras Tomáš Máder | Kajak-kenu    | Férfi szlalom kenu kettes |
| Bronz | Martin Tenk             | Sportlövészet | Férfi szabadpisztoly      |
| Bronz | Jan Řehula              | Triatlon      | Férfi                     |

## Asztalitenisz
Férfi
| Versenyző                | Versenyszám | Selejtező         | Csoportkör | Csoportkör | 32-es főtábla                                 | Nyolcaddöntő      | Negyeddöntő       | Elődöntő          | Döntő             | Helyezés |
| Versenyző                | Versenyszám | Ellenfél Eredmény | Ellenfél Eredmény | Hely.      | Ellenfél Eredmény                             | Ellenfél Eredmény | Ellenfél Eredmény | Ellenfél Eredmény | Ellenfél Eredmény | Helyezés |
| ------------------------ | ----------- | ----------------- | --- | ---------- | --------------------------------------------- | ----------------- | ----------------- | ----------------- | ----------------- | -------- |
| Petr Korbel              | Egyes       |                   | C csoport · Csetan Babúr (IND) · 13–21, 21–17, 21–16, 21–14 · Peter Jackson (NZL) · 21–11, 21–13, 21–15                                               | 1.         | Jean-Michel Saive (BEL) · 11–21, 13–21, 17–21 | kiesett           | kiesett           | kiesett           | kiesett           | 17.      |
| Josef Plachý             | Egyes       |                   | G csoport · Taszaki Tosio (JPN) · 14–21, 19–21, 17–21 · Jorge Gambra (CHI) · 21–16, 21–14, 21–14                                                      | 2.         | kiesett                                       | kiesett           | kiesett           | kiesett           | kiesett           | 17.      |
| Josef Plachý Petr Korbel | Páros       | erőnyerő          | G csoport · Lengyelország (POL) · Lucjan Błaszczyk · Tomasz Krzeszewski · 11–21, 18–21 · Brazília (BRA) · Carlos Kawai · Hugo Hoyama · 17–21, 17–21 · | 2.         |                                               | kiesett           | kiesett           | kiesett           | kiesett           | 25.      |

## Atlétika
Férfi
| Versenyző    | Versenyszám     | Előfutam | Előfutam | Előfutam | Negyeddöntő | Negyeddöntő | Negyeddöntő | Elődöntő | Elődöntő | Elődöntő | Döntő   | Döntő    |
| Versenyző    | Versenyszám     | Idő      | Hely.    | Össz.    | Idő         | Hely.       | Össz.       | Idő      | Hely.    | Össz.    | Idő     | Helyezés |
| ------------ | --------------- | -------- | -------- | -------- | ----------- | ----------- | ----------- | -------- | -------- | -------- | ------- | -------- |
| Roman Oravec | 800 m           | 1:47,66  | 4.       | 24.*     |             |             |             | kiesett  | kiesett  | kiesett  | kiesett | kiesett  |
| Jiří Mužík   | 400 m gát       | 50,11    | 1.       | 21.      |             |             |             | 49,23    | 5.       | 12.      | kiesett | kiesett  |
| Jiří Malysa  | 20 km gyaloglás |          |          |          |             |             |             |          |          |          | 1:24:08 | 19.      |
| Miloš Holuša | 50 km gyaloglás |          |          |          |             |             |             |          |          |          | 3:53:48 | 16.      |

| Versenyző      | Versenyszám   | Selejtező | Selejtező | Döntő    | Döntő    |
| Versenyző      | Versenyszám   | Eredmény  | Helyezés  | Eredmény | Helyezés |
| -------------- | ------------- | --------- | --------- | -------- | -------- |
| Štěpán Janáček | Rúdugrás      | 565 cm    | 14.       | kiesett  | kiesett  |
| Miroslav Menc  | Súlylökés     | 19,92 m   | 10.       | 19,39 m  | 10.      |
| Libor Malina   | Diszkoszvetés | 60,83 m   | 25.       | kiesett  | kiesett  |
| Vladimír Maška | Kalapácsvetés | 76,70 m   | 11.       | 77,32 m  | 8.       |
| Pavel Sedláček | Kalapácsvetés | 75,33 m   | 18.       | kiesett  | kiesett  |
| Jan Železný    | Gerelyhajítás | 89,39 m   | 1.        | 90,17 m  |          |

| Versenyző    | Versenyszám | 100 m | 100 m | Távolugrás | Távolugrás | Súlylökés | Súlylökés | Magasugrás | Magasugrás | 400 m | 400 m | 110 m gát | 110 m gát | Diszkoszvetés | Diszkoszvetés | Rúdugrás | Rúdugrás | Gerelyhajítás | Gerelyhajítás | 1500 m  | 1500 m | Végeredmény | Végeredmény |
| Versenyző    | Versenyszám | Idő   | Pont  | Eredmény   | Pont       | Eredmény  | Pont      | Eredmény   | Pont       | Idő   | Pont  | Idő       | Pont      | Eredmény      | Pont          | Eredmény | Pont     | Eredmény      | Pont          | Idő     | Pont   | Pont        | Helyezés    |
| ------------ | ----------- | ----- | ----- | ---------- | ---------- | --------- | --------- | ---------- | ---------- | ----- | ----- | --------- | --------- | ------------- | ------------- | -------- | -------- | ------------- | ------------- | ------- | ------ | ----------- | ----------- |
| Roman Šebrle | Tízpróba    | 10,92 | 878   | 762 cm     | 965        | 15,22 m   | 803       | 212 cm     | 915        | 48,20 | 899   | 13,87     | 991       | 44,39 m       | 754           | 480 cm   | 849      | 64,04 m       | 799           | 4:28,79 | 753    | 8606        |             |
| Tomáš Dvořák | Tízpróba    | 10,91 | 881   | 750 cm     | 935        | 15,91 m   | 846       | 197 cm     | 776        | 49,11 | 856   | 14,34     | 931       | 47,15 m       | 811           | 440 cm   | 731      | 69,94 m       | 888           | 4:32,23 | 730    | 8385        | 6.          |
| Jiří Ryba    | Tízpróba    | 11,14 | 830   | 710 cm     | 838        | 14,21 m   | 741       | 200 cm     | 803        | 48,97 | 863   | 14,99     | 851       | 42,83 m       | 722           | 490 cm   | 880      | 57,76 m       | 704           | 4:18,21 | 824    | 8056        | 14.         |

Női
| Versenyző                                                   | Versenyszám     | Előfutam      | Előfutam      | Előfutam      | Negyeddöntő | Negyeddöntő | Negyeddöntő | Elődöntő | Elődöntő | Elődöntő | Döntő   | Döntő    |
| Versenyző                                                   | Versenyszám     | Idő           | Hely.         | Össz.         | Idő         | Hely.       | Össz.       | Idő      | Hely.    | Össz.    | Idő     | Helyezés |
| ----------------------------------------------------------- | --------------- | ------------- | ------------- | ------------- | ----------- | ----------- | ----------- | -------- | -------- | -------- | ------- | -------- |
| Jitka Burianová                                             | 400 m           | 51,59         | 1.            | 2.            | 50,85       | 1.          | 6.          | 51,15    | 6.       | 9.       | kiesett | kiesett  |
| Hana Benešová                                               | 400 m           | 52,85         | 4.            | 28.           | 52,70       | 7.          | 29.         | kiesett  | kiesett  | kiesett  | kiesett | kiesett  |
| Helena Fuchsová                                             | 800 m           | 1:58,97       | 3.            | 3.            |             |             |             | 1:58,82  | 3.       | 3.       | 1:58,56 | 5.       |
| Ludmila Formanová                                           | 800 m           | nem ért célba | nem ért célba | nem ért célba |             |             |             | kiesett  | kiesett  | kiesett  | kiesett | kiesett  |
| Jitka Burianová Hana Benešová Lenka Ficková Helena Fuchsová | 4 × 400 m váltó | 3:24,40       | 3.            | 4.            |             |             |             |          |          |          | 3:29,17 | 7.       |

| Versenyző                   | Versenyszám   | Selejtező | Selejtező | Döntő                    | Döntő    |
| Versenyző                   | Versenyszám   | Eredmény  | Helyezés  | Eredmény                 | Helyezés |
| --------------------------- | ------------- | --------- | --------- | ------------------------ | -------- |
| Zuzana Kováčiková-Hlavoňová | Magasugrás    | 194 cm    | 10.*      | 190 cm                   | 11.*     |
| Daniela Bártová             | Rúdugrás      | 430 cm    | 1.**      | 450 cm                   | 4.       |
| Pavla Hamáčková             | Rúdugrás      | 400 cm    | 22.*      | kiesett                  | kiesett  |
| Šárka Kašpárková            | Hármasugrás   | 14,34 m   | 5.        | érvényes kísérlet nélkül | 12.      |
| Vladimíra Malátová-Racková  | Diszkoszvetés | 60,24 m   | 14.       | kiesett                  | kiesett  |
| Nikola Tomečková-Brejchová  | Gerelyhajítás | 59,49 m   | 12.       | 62,10 m                  | 8.       |

* - egy másik versenyzővel azonos eredményt ért el

** - öt másik versenyzővel azonos eredményt ért el

## Birkózás
Kötöttfogású
| Versenyző   | Versenyszám | Csoportkör                                                                                     | Csoportkör | Negyeddöntő       | Elődöntő          | Bronz- mérkőzés   | Döntő             | Helyezés |
| Versenyző   | Versenyszám | Ellenfél Eredmény                                                                              | Hely.      | Ellenfél Eredmény | Ellenfél Eredmény | Ellenfél Eredmény | Ellenfél Eredmény | Helyezés |
| ----------- | ----------- | ---------------------------------------------------------------------------------------------- | ---------- | ----------------- | ----------------- | ----------------- | ----------------- | -------- |
| Petr Švehla | 54 kg       | 3. csoport · Wang Hui (CHN) · 3-8 · Hassan Rangraz (IRI) · 2-8                                 | 3.         | kiesett           | kiesett           | kiesett           | kiesett           | 16.      |
| Marek Švec  | 97 kg       | 3. csoport · Garrett Lowney (USA) · 0-2 · Gogi Koguasvili (RUS) · 2-3                          | 3.         | kiesett           | kiesett           | kiesett           | kiesett           | 18.      |
| David Vála  | 130 kg      | 6. csoport · Yuriy Yevseychyk (ISR) · 1-5 · Fatih Bakir (TUR) · 0-3 · Marek Sitnik (POL) · 4-0 | 3.         | kiesett           | kiesett           | kiesett           | kiesett           | 9.       |

## Cselgáncs
Férfi
| Versenyző | Versenyszám | Selejtező         | 32-es főtábla                   | Nyolcaddöntő                       | Negyeddöntő       | Elődöntő          | Vigaszág első kör | Vigaszág negyeddöntő | Vigaszág elődöntő | Bronz- mérkőzés   | Döntő             | Helyezés    |
| Versenyző | Versenyszám | Ellenfél Eredmény | Ellenfél Eredmény               | Ellenfél Eredmény                  | Ellenfél Eredmény | Ellenfél Eredmény | Ellenfél Eredmény | Ellenfél Eredmény    | Ellenfél Eredmény | Ellenfél Eredmény | Ellenfél Eredmény | Helyezés    |
| --------- | ----------- | ----------------- | ------------------------------- | ---------------------------------- | ----------------- | ----------------- | ----------------- | -------------------- | ----------------- | ----------------- | ----------------- | ----------- |
| Petr Jákl | Nehézsúly   | erőnyerő          | Gabi Munteanu (ROU) · 1011-0000 | Daniel Hernandes (BRA) · 0000-1000 | kiesett           | kiesett           |                   |                      |                   |                   |                   | helyezetlen |

Női
| Versenyző          | Versenyszám | Selejtező                          | Nyolcaddöntő      | Negyeddöntő       | Elődöntő          | Vigaszág első kör                | Vigaszág negyeddöntő | Vigaszág elődöntő | Bronz- mérkőzés   | Döntő             | Helyezés    |
| Versenyző          | Versenyszám | Ellenfél Eredmény                  | Ellenfél Eredmény | Ellenfél Eredmény | Ellenfél Eredmény | Ellenfél Eredmény                | Ellenfél Eredmény    | Ellenfél Eredmény | Ellenfél Eredmény | Ellenfél Eredmény | Helyezés    |
| ------------------ | ----------- | ---------------------------------- | ----------------- | ----------------- | ----------------- | -------------------------------- | -------------------- | ----------------- | ----------------- | ----------------- | ----------- |
| Michaela Vernerová | Könnyűsúly  | Cinzia Cavazzuti (ITA) · 0000-0001 | kiesett           | kiesett           | kiesett           |                                  |                      |                   |                   |                   | helyezetlen |
| Andrea Pažoutová   | Középsúly   | Úrsula Martín (ESP) · 0000-0120    |                   |                   |                   | Ulla Werbrouck (BEL) · 0001-0000 | kiesett              | kiesett           | kiesett           |                   | 13.         |

## Evezés
Férfi
| Versenyző           | Versenyszám  | Előfutam | Előfutam | Vigaszág | Vigaszág | Elődöntő | Elődöntő | Elődöntő | Döntő | Döntő      | Döntő      | Helyezés |
| Versenyző           | Versenyszám  | Idő      | Hely.    | Idő      | Hely.    | Típus    | Idő      | Hely.    | Típus | Idő        | Hely.      | Helyezés |
| ------------------- | ------------ | -------- | -------- | -------- | -------- | -------- | -------- | -------- | ----- | ---------- | ---------- | -------- |
| Václav Chalupa, Jr. | Egypárevezős | 7:04,00  | 2.       | 7:17,53  | 2.       | A/B      | 7:30,28  | 5.       | A     | nem indult | nem indult | 11.      |

## Kajak-kenu

### Síkvízi
Férfi
| Versenyző                                              | Versenyszám         | Előfutam | Előfutam | Előfutam | Elődöntő | Elődöntő | Elődöntő | Döntő    | Döntő    |
| Versenyző                                              | Versenyszám         | Idő      | Hely.    | Össz.    | Idő      | Hely.    | Össz.    | Idő      | Helyezés |
| ------------------------------------------------------ | ------------------- | -------- | -------- | -------- | -------- | -------- | -------- | -------- | -------- |
| Pavel Hottmar                                          | Kajak egyes 500 m   | 1:44,391 | 6.       | 24.      | 1:41,920 | 5.       | 14.      | kiesett  | kiesett  |
| Radek Záruba                                           | Kajak egyes 1000 m  | 3:40,731 | 6.       | 21.      | 3:44,347 | 6.       | 20.      | kiesett  | kiesett  |
| Radek Záruba Pavel Holubář                             | Kajak kettes 500 m  | 1:33,490 | 5.       | 13.      | 1:33,056 | 6.       | 12.      | kiesett  | kiesett  |
| Jan Souček Jan Andrlík                                 | Kajak kettes 1000 m | 3:20,760 | 5.       | 12.      | kiesett  | kiesett  | kiesett  | kiesett  | kiesett  |
| Karel Leština Pavel Hottmar Pavel Holubář Jiří Polívka | Kajak négyes 1000 m | 3:02,053 | 4.       | 8.       | 3:02,851 | 4.       | 4.       | kiesett  | kiesett  |
| Martin Doktor                                          | Kenu egyes 500 m    | 1:51,174 | 2.       | 3.       |          |          |          | 2:37,467 | 8.       |
| Martin Doktor                                          | Kenu egyes 1000 m   | 3:55,216 | 2.       | 3.       |          |          |          | 4:02,335 | 8.       |
| Petr Procházka Jan Břečka                              | Kenu kettes 500 m   | 1:44,175 | 4.       | 7.       | 1:46,013 | 4.       | 4.       | kiesett  | kiesett  |
| Petr Procházka Jan Břečka                              | Kenu kettes 1000 m  | 3:50,606 | 6.       | 13.      | 3:51,012 | 8.       | 8.       | kiesett  | kiesett  |

### Szlalom
| Versenyző                     | Versenyszám       | Selejtező | Selejtező | Selejtező | Selejtező | Selejtező  | Selejtező  | Döntő    | Döntő    | Döntő    | Döntő    | Döntő      | Döntő      |
| Versenyző                     | Versenyszám       | 1. futam  | 1. futam  | 2. futam  | 2. futam  | Összesítés | Összesítés | 1. futam | 1. futam | 2. futam | 2. futam | Összesítés | Összesítés |
| Versenyző                     | Versenyszám       | Pont      | Hely.     | Pont      | Hely.     | Pont       | Hely.      | Pont     | Hely.    | Pont     | Hely.    | Pont       | Helyezés   |
| ----------------------------- | ----------------- | --------- | --------- | --------- | --------- | ---------- | ---------- | -------- | -------- | -------- | -------- | ---------- | ---------- |
| Tomáš Kobes                   | Férfi kajak egyes | 128,72    | 7.        | 126,41    | 4.        | 255,13     | 6.         | 114,23   | 7.       | 112,76   | 5.       | 226,99     | 7.         |
| Jiří Prskavec                 | Férfi kajak egyes | 132,26    | 15.       | 130,75    | 12.       | 263,01     | 14.        | 121,82   | 15.      | 112,84   | 6.       | 234,66     | 13.        |
| Tomáš Indruch                 | Férfi kenu egyes  | 140,29    | 13.       | 141,46    | 12.       | 281,75     | 13.        | kiesett  | kiesett  | kiesett  | kiesett  | kiesett    | kiesett    |
| Marek Jiras Tomáš Máder       | Férfi kenu kettes | 142,74    | 5.        | 141,33    | 5.        | 284,07     | 5.         | 123,43   | 4.       | 126,02   | 3.       | 249,45     |            |
| Jaroslav Volf Ondřej Štěpánek | Férfi kenu kettes | 153,29    | 9.        | 137,28    | 3.        | 290,57     | 8.         | 126,27   | 8.       | 127,09   | 5.       | 253,36     | 5.         |
| Štěpánka Hilgertová           | Női kajak egyes   | 143,56    | 2.        | 141,51    | 1.        | 285,07     | 2.         | 125,21   | 2.       | 121,83   | 1.       | 247,04     |            |
| Irena Pavelková               | Női kajak egyes   | 146,47    | 3.        | 144,07    | 4.        | 290,54     | 3.         | 129,31   | 8.       | 126,80   | 2.       | 256,11     | 5.         |

## Kerékpározás

### Hegyi-kerékpározás
| Versenyző     | Versenyszám        | Idő                    | Helyezés |
| ------------- | ------------------ | ---------------------- | -------- |
| Radim Kořínek | Férfi terepverseny | 2:21:08,59 (+12:06,09) | 29.      |

### Országúti kerékpározás
Férfi
| Versenyző     | Versenyszám   | Idő                     | Helyezés      |
| ------------- | ------------- | ----------------------- | ------------- |
| Pavel Padrnos | Mezőnyverseny | 5:30:46 (+1:38)         | 70.           |
| Radim Kořínek | Mezőnyverseny | nem ért célba           | nem ért célba |
| Ján Svorada   | Mezőnyverseny | nem ért célba           | nem ért célba |
| Tomáš Konečný | Mezőnyverseny | 5:34:58 (+5:50)         | 76.           |
| Tomáš Konečný | Időfutam      | 1:01:36,565 (+3:56,145) | 28.           |

### Pálya-kerékpározás
Sprintversenyek
| Versenyző                          | Versenyszám  | Selejtező | Selejtező | 1. forduló                        | Vigaszág               | Vigaszág | 2. forduló                             | Vigaszág               | Vigaszág | 9–12. helyért                                        | 9–12. helyért | Negyeddöntő          | 5–8. helyért           | 5–8. helyért | Elődöntő             | Döntő                | Helyezés |
| Versenyző                          | Versenyszám  | Idő       | Hely.     | Ellenfél Győztes idő              | Ellenfelek Győztes idő | Hely.    | Ellenfél Győztes idő                   | Ellenfelek Győztes idő | Hely.    | Ellenfelek Győztes idő                               | Hely.         | Ellenfél Győztes idő | Ellenfelek Győztes idő | Hely.        | Ellenfél Győztes idő | Ellenfél Győztes idő | Helyezés |
| ---------------------------------- | ------------ | --------- | --------- | --------------------------------- | ---------------------- | -------- | -------------------------------------- | ---------------------- | -------- | ---------------------------------------------------- | ------------- | -------------------- | ---------------------- | ------------ | -------------------- | -------------------- | -------- |
| Pavel Buráň                        | Férfi egyéni | 10,370    | 6.        | Tomohiro Nagatsuka (JPN) · 11,102 |                        |          | José Antonio Villanueva (ESP) · 11,382 |                        |          | Viesturs Bērziņš (LAT) · Chelly Arrue (USA) · 11,078 | 1.            |                      |                        |              |                      |                      | 9.       |
| Pavel Buráň Martin Polák Ivan Vrba | Férfi csapat | 46,276    | 11.       | kiesett                           |                        |          |                                        |                        |          |                                                      |               |                      |                        |              |                      | kiesett              | 11.      |

Üldözőversenyek
| Versenyző      | Versenyszám | Selejtező | Selejtező | Elődöntő     | Elődöntő  | Döntő        | Döntő     | Döntő    |
| Versenyző      | Versenyszám | Idő       | Hely.     | Ellenfél Idő | Saját idő | Ellenfél Idő | Saját idő | Helyezés |
| -------------- | ----------- | --------- | --------- | ------------ | --------- | ------------ | --------- | -------- |
| Lada Kozlíková | Női egyéni  | 3:43,019  | 10.       | kiesett      | kiesett   | kiesett      | kiesett   | kiesett  |

Időfutam
| Név          | Versenyszám  | Idő      | Helyezés |
| ------------ | ------------ | -------- | -------- |
| Martin Polák | Férfi egyéni | 1:05,851 | 13.      |

Keirin
| Versenyző   | Versenyszám | 1. forduló | Vigaszág | 2. forduló | Döntő    |
| Versenyző   | Versenyszám | Helyezés   | Helyezés | Helyezés   | Helyezés |
| ----------- | ----------- | ---------- | -------- | ---------- | -------- |
| Pavel Buráň | Férfi       | 1.         |          | 5.         | kiesett  |

## Labdarúgás

### Férfi
| Cseh férfi labdarúgócsapat-játékoskeret                                                                                 | Cseh férfi labdarúgócsapat-játékoskeret                                                                                          |
| --- | --- |
| - Adam Petrouš - Aleš Chvalovský - Jan Šimák - Jaroslav Drobný - Lukáš Došek - Libor Sionko - Libor Došek - Marek Heinz | - Marek Jankulovski - Martin Vozábal - Milan Baroš - Radoslav Kováč - Roman Lengyel - Roman Týce - Tomáš Kučera - Tomáš Ujfaluši |

#### Eredmények
Csoportkör
C csoport
| Csapat                 | M | Gy | D | V | Rg | Kg | Gk | P |
| ---------------------- | - | -- | - | - | -- | -- | -- | - |
| Egyesült Államok (USA) | 3 | 1  | 2 | 0 | 6  | 4  | +2 | 5 |
| Kamerun (CMR)          | 3 | 1  | 2 | 0 | 5  | 4  | +1 | 5 |
| Kuvait (KUW)           | 3 | 1  | 0 | 2 | 6  | 8  | –2 | 3 |
| Csehország (CZE)       | 3 | 0  | 2 | 1 | 5  | 6  | –1 | 2 |

| 2000. szeptember 13. 20:00 |

| Egyesült Államok (USA) | 2–2               | Csehország (CZE)                         |
| ---------------------- | ----------------- | ---------------------------------------- |
| Albright 21' Wolff 44' | (2–1) Jegyzőkönyv | Jankulovski 28' Lu. Došek 52' (11-esből) |

| Bruce Stadium, Canberra Nézőszám: 24 800 Játékvezető: Carlos Simon (brazil) |

| 2000. szeptember 16. 19:00 |

| Csehország (CZE)       | 2–3               | Kuvait (KUW)                 |
| ---------------------- | ----------------- | ---------------------------- |
| Heinz 2' Lengyel 90+1' | (1–0) Jegyzőkönyv | el-Mutairi 56' Szaíd 64' 73' |

| Brisbane Cricket Ground, Brisbane Nézőszám: 22 182 Játékvezető: Mourad Daami (tunéziai) |

| 2000. szeptember 19. 20:00 |

| Csehország (CZE) | 1–1               | Kamerun (CMR) |
| ---------------- | ----------------- | ------------- |
| Lu. Došek 53'    | (0–1) Jegyzőkönyv | Lauren 24'    |

| Brisbane Cricket Ground, Brisbane Nézőszám: 23 442 Játékvezető: Simon Micallef (ausztrál) |

| Csapat           | Helyezés |
| ---------------- | -------- |
| Csehország (CZE) | 14.      |

## Műugrás
Férfi
| Versenyző        | Versenyszám    | Selejtező | Selejtező | Elődöntő | Elődöntő | Döntő   | Döntő    |
| Versenyző        | Versenyszám    | Pont      | Helyezés  | Pont     | Helyezés | Pont    | Helyezés |
| ---------------- | -------------- | --------- | --------- | -------- | -------- | ------- | -------- |
| Jaroslav Makohin | Egyéni műugrás | 311,67    | 39.       | kiesett  | kiesett  | kiesett | kiesett  |

## Ökölvívás
| Versenyző     | Versenyszám  | Selejtező                    | Nyolcaddöntő                  | Negyeddöntő                    | Elődöntő                    | Döntő                           | Helyezés |
| Versenyző     | Versenyszám  | Ellenfél Eredmény            | Ellenfél Eredmény             | Ellenfél Eredmény              | Ellenfél Eredmény           | Ellenfél Eredmény               | Helyezés |
| ------------- | ------------ | ---------------------------- | ----------------------------- | ------------------------------ | --------------------------- | ------------------------------- | -------- |
| Lukáš Konečný | Kisváltósúly | Mohamed Allalou (ALG) · 9-17 | kiesett                       | kiesett                        | kiesett                     | kiesett                         | 17.      |
| Rudi Kraj     | Félnehézsúly | erőnyerő                     | Olanda Anderson (USA) · 13-12 | Jegbefumere Albert (NGR) · 8-7 | Andrij Fedcsuk (UKR) · 11-7 | Alekszandr Lebzjak (RUS) · 6-20 |          |

## Röplabda

### Strandröplabda

#### Férfi
| Versenyző                  | 1. forduló                                        | Reményág                                                       | Reményág                                               | Nyolcaddöntő      | Negyeddöntő       | Elődöntő          | Döntő             | Helyezés |
| Versenyző                  | 1. forduló                                        | 1. forduló                                                     | 2. forduló                                             | Nyolcaddöntő      | Negyeddöntő       | Elődöntő          | Döntő             | Helyezés |
| Versenyző                  | Ellenfél Eredmény                                 | Ellenfél Eredmény                                              | Ellenfél Eredmény                                      | Ellenfél Eredmény | Ellenfél Eredmény | Ellenfél Eredmény | Ellenfél Eredmény | Helyezés |
| -------------------------- | ------------------------------------------------- | -------------------------------------------------------------- | ------------------------------------------------------ | ----------------- | ----------------- | ----------------- | ----------------- | -------- |
| Michal Palinek Martin Lébl | Svájc (SUI) · Martin Laciga · Paul Laciga · 13-15 | Németország (GER) · Oliver Oetke · Andreas Scheuerpflug · 15-8 | Spanyolország (ESP) · Javier Bosma · Fabio Diez · 4-15 | kiesett           | kiesett           | kiesett           | kiesett           | 17.      |

#### Női
| Versenyző                             | 1. forduló                                                       | Reményág                                                             | Reményág          | Nyolcaddöntő                                       | Negyeddöntő       | Elődöntő          | Döntő             | Helyezés |
| Versenyző                             | 1. forduló                                                       | 1. forduló                                                           | 2. forduló        | Nyolcaddöntő                                       | Negyeddöntő       | Elődöntő          | Döntő             | Helyezés |
| Versenyző                             | Ellenfél Eredmény                                                | Ellenfél Eredmény                                                    | Ellenfél Eredmény | Ellenfél Eredmény                                  | Ellenfél Eredmény | Ellenfél Eredmény | Ellenfél Eredmény | Helyezés |
| ------------------------------------- | ---------------------------------------------------------------- | -------------------------------------------------------------------- | ----------------- | -------------------------------------------------- | ----------------- | ----------------- | ----------------- | -------- |
| Soňa Dosoudilová-Nováková Eva Celbová | Hollandia (NED) · Debora Schoon-Kadijk · Rebekka Kadijk · 17-15  |                                                                      |                   | Japán (JPN) · Takahasi Jukiko · Szaiki Mika · 2-15 | kiesett           | kiesett           | kiesett           | 9.       |
| Martina Hudcová Tereza Tobiášová      | Egyesült Államok (USA) · Misty May-Treanor · Holly McPeak · 5-15 | Görögország (GRE) · Vaszilikí Karandásziu · Effroszíni Szfirí · 6-15 |                   | kiesett                                            | kiesett           | kiesett           | kiesett           | 19.      |

## Sportlövészet
Férfi
| Versenyző           | Versenyszám           | Selejtező | Selejtező | Döntő   | Döntő    |
| Versenyző           | Versenyszám           | Pont      | Helyezés  | Pont    | Helyezés |
| ------------------- | --------------------- | --------- | --------- | ------- | -------- |
| Martin Tenk         | Légpisztoly           | 578       | 11.***    | kiesett | kiesett  |
| Martin Tenk         | Szabadpisztoly        | 566       | 3.        | 662,5   |          |
| Václav Bečvář       | Sportpuska, összetett | 1161      | 15.**     | kiesett | kiesett  |
| Václav Bečvář       | Sportpuska, fekvő     | 597       | 4.        | 699,7   | 5.       |
| Václav Bečvář       | Légpuska              | 585       | 34.**     | kiesett | kiesett  |
| Radim Novák         | Légpuska              | 581       | 43.       | kiesett | kiesett  |
| Radim Novák         | Sportpuska, fekvő     | 588       | 38.**     | kiesett | kiesett  |
| Radim Novák         | Sportpuska, összetett | 1161      | 15.**     | kiesett | kiesett  |
| Miroslav Januš      | Futócéllövészet       | 575       | 5.*       | 666,8   | 8.       |
| David Kostelecký    | Trap                  | 116       | 3.*       | 138     | 5.*      |
| Jiří Gach           | Trap                  | 106       | 32.****   | kiesett | kiesett  |
| Jiří Gach           | Dupla trap            | 130       | 16.       | kiesett | kiesett  |
| Petr Málek          | Skeet                 | 124       | 2.        | 148     |          |
| Bronislav Bechyňský | Skeet                 | 118       | 32.**     | kiesett | kiesett  |

Női
| Versenyző    | Versenyszám           | Selejtező | Selejtező | Döntő   | Döntő    |
| Versenyző    | Versenyszám           | Pont      | Helyezés  | Pont    | Helyezés |
| ------------ | --------------------- | --------- | --------- | ------- | -------- |
| Lucie Valová | Légpuska              | 388       | 36.****   | kiesett | kiesett  |
| Lucie Valová | Sportpuska, összetett | 577       | 14.*      | kiesett | kiesett  |

* - egy másik versenyzővel azonos eredményt ért el

** - két másik versenyzővel azonos eredményt ért el

*** - három másik versenyzővel azonos eredményt ért el

**** - négy másik versenyzővel azonos eredményt ért el

## Súlyemelés
Férfi
| Versenyző    | Versenyszám | Szakítás | Szakítás | Lökés    | Lökés    | Összesen | Helyezés |
| Versenyző    | Versenyszám | Eredmény | Helyezés | Eredmény | Helyezés | Összesen | Helyezés |
| ------------ | ----------- | -------- | -------- | -------- | -------- | -------- | -------- |
| Petr Sobotka | +105 kg     | 175,0    | 14.*     | 217,5    | 14.      | 392,5    | 14.      |

* - egy másik versenyzővel azonos eredményt ért el

## Szinkronúszás
| Versenyző                     | Versenyszám | Selejtező           | Selejtező           | Selejtező        | Selejtező        | Selejtező  | Selejtező  | Döntő               | Döntő               | Döntő            | Döntő            | Döntő      | Döntő      |
| Versenyző                     | Versenyszám | Technikai gyakorlat | Technikai gyakorlat | Szabad gyakorlat | Szabad gyakorlat | Összesítés | Összesítés | Technikai gyakorlat | Technikai gyakorlat | Szabad gyakorlat | Szabad gyakorlat | Összesítés | Összesítés |
| Versenyző                     | Versenyszám | Pont                | Hely.               | Pont             | Hely.            | Pont       | Hely.      | Pont                | Hely.               | Pont             | Hely.            | Pont       | Helyezés   |
| ----------------------------- | ----------- | ------------------- | ------------------- | ---------------- | ---------------- | ---------- | ---------- | ------------------- | ------------------- | ---------------- | ---------------- | ---------- | ---------- |
| Soňa Bernardová Jana Rybářová | Páros       | 88,667              | 15.                 | 88,467           | 15.              | 88,537     | 15.        | kiesett             | kiesett             | kiesett          | kiesett          | kiesett    | kiesett    |

## Tenisz
Férfi
| Versenyző             | Versenyszám | 64-es főtábla                     | 32-es főtábla                        | Nyolcaddöntő                                                       | Negyeddöntő       | Elődöntő          | Bronz- mérkőzés   | Döntő             | Helyezés |
| Versenyző             | Versenyszám | Ellenfél Eredmény                 | Ellenfél Eredmény                    | Ellenfél Eredmény                                                  | Ellenfél Eredmény | Ellenfél Eredmény | Ellenfél Eredmény | Ellenfél Eredmény | Helyezés |
| --------------------- | ----------- | --------------------------------- | ------------------------------------ | ------------------------------------------------------------------ | ----------------- | ----------------- | ----------------- | ----------------- | -------- |
| Jiří Vaněk            | Egyes       | Wayne Black (ZIM) · 5–7, 6–1, 6–1 | Makszim Mirni (BLR) · 7–6, 4–6, 9–11 | kiesett                                                            | kiesett           | kiesett           | kiesett           | kiesett           | 17.      |
| Jiří Novák            | Egyes       | Gianluca Pozzi (ITA) · 1–6, 2–6   | kiesett                              | kiesett                                                            | kiesett           | kiesett           | kiesett           | kiesett           | 33.      |
| Slava Doseděl         | Egyes       | Nicolás Massú (CHI) · 2–6, 6–7    | kiesett                              | kiesett                                                            | kiesett           | kiesett           | kiesett           | kiesett           | 33.      |
| Jiří Novák David Rikl | Páros       |                                   | erőnyerő                             | Spanyolország (ESP) · Àlex Corretja · Albert Costa · 7–6, 5–7, 4–6 | kiesett           | kiesett           | kiesett           | kiesett           | 9.       |

Női
| Versenyző                           | Versenyszám | 64-es főtábla                        | 32-es főtábla                                                                | Nyolcaddöntő      | Negyeddöntő       | Elődöntő          | Bronz- mérkőzés   | Döntő             | Helyezés |
| Versenyző                           | Versenyszám | Ellenfél Eredmény                    | Ellenfél Eredmény                                                            | Ellenfél Eredmény | Ellenfél Eredmény | Ellenfél Eredmény | Ellenfél Eredmény | Ellenfél Eredmény | Helyezés |
| ----------------------------------- | ----------- | ------------------------------------ | ---------------------------------------------------------------------------- | ----------------- | ----------------- | ----------------- | ----------------- | ----------------- | -------- |
| Dája Bedáňová                       | Egyes       | Yi Jingqian (CHN) · 6–2, 6–7, 6–3    | Julie Halard-Decugis (FRA) · 3–6, 4–6                                        | kiesett           | kiesett           | kiesett           | kiesett           | kiesett           | 17.      |
| Adriana Gerši                       | Egyes       | Dominique Van Roost (BEL) · 1–6, 1–6 | kiesett                                                                      | kiesett           | kiesett           | kiesett           | kiesett           | kiesett           | 33.      |
| Květoslava Hrdličková               | Egyes       | Rossana de los Ríos (PAR) · 3–6, 0–6 | kiesett                                                                      | kiesett           | kiesett           | kiesett           | kiesett           | kiesett           | 33.      |
| Dája Bedáňová Květoslava Hrdličková | Páros       |                                      | Spanyolország (ESP) · Conchita Martínez · Arantxa Sánchez Vicario · 4–6, 3–6 | kiesett           | kiesett           | kiesett           | kiesett           | kiesett           | 17.      |

## Torna
Női
| Versenyző         | Versenyszám      | Selejtező | Selejtező | Döntő    | Döntő    |
| Versenyző         | Versenyszám      | Pontszám  | Helyezés  | Pontszám | Helyezés |
| ----------------- | ---------------- | --------- | --------- | -------- | -------- |
| Jana Komrsková    | Talaj            | 8,525     | 75.       | kiesett  | kiesett  |
| Jana Komrsková    | Ugrás            | 9,500     | 12.       | kiesett  | kiesett  |
| Jana Komrsková    | Felemás korlát   | 9,537     | 38.       | kiesett  | kiesett  |
| Jana Komrsková    | Gerenda          | 9,562     | 21.**     | kiesett  | kiesett  |
| Jana Komrsková    | Egyéni összetett | 37,124    | 32.       | 36,618   | 28.      |
| Kateřina Marešová | Talaj            | 7,212     | 81.       | kiesett  | kiesett  |
| Kateřina Marešová | Ugrás            | 8,118     | 82.       | kiesett  | kiesett  |
| Kateřina Marešová | Felemás korlát   | 8,975     | 72.       | kiesett  | kiesett  |
| Kateřina Marešová | Gerenda          | 9,387     | 36.*      | kiesett  | kiesett  |
| Kateřina Marešová | Egyéni összetett | 33,692    | 62.       | kiesett  | kiesett  |

* - egy másik versenyzővel azonos eredményt ért el

** - két másik versenyzővel azonos eredményt ért el

### Trambulin
| Versenyző        | Versenyszám | Selejtező | Selejtező | Döntő    | Döntő    |
| Versenyző        | Versenyszám | Pontszám  | Helyezés  | Pontszám | Helyezés |
| ---------------- | ----------- | --------- | --------- | -------- | -------- |
| Petra Vachníková | Női         | 60,4      | 11.       | kiesett  | kiesett  |

## Triatlon
| Versenyző      | Versenyszám | 1,5 km úszás | Depózás 1 | 40 km kerékpározás | Depózás 2     | 10 km futás   | Összesítés    | Összesítés |
| Versenyző      | Versenyszám | Idő          | Idő       | Idő                | Idő           | Idő           | Idő           | Helyezés   |
| -------------- | ----------- | ------------ | --------- | ------------------ | ------------- | ------------- | ------------- | ---------- |
| Jan Řehula     | Férfi       | 17:45,39     | 26,50     | 58:54,00           | 19,50         | 31:21,25      | 1:48:46,64    |            |
| Martin Krňávek | Férfi       | 17:50,09     | 21,30     | 59:00,30           | 21,30         | 32:05,02      | kiesett       | kiesett    |
| Filip Ospalý   | Férfi       | 17:41,89     | 25,90     | nem teljesítette   | nem ért célba | nem ért célba | nem ért célba |            |
| Renata Berková | Női         | 19:18,38     | 30,40     | 1:09:25,60         | 23,70         | 38:30,29      | 2:08:08,37    | 29.        |

## Úszás
Férfi
| Versenyző         | Versenyszám    | Előfutam | Előfutam | Előfutam | Elődöntő | Elődöntő | Elődöntő | Döntő   | Döntő    |
| Versenyző         | Versenyszám    | Idő      | Hely.    | Össz.    | Idő      | Hely.    | Össz.    | Idő     | Helyezés |
| ----------------- | -------------- | -------- | -------- | -------- | -------- | -------- | -------- | ------- | -------- |
| Květoslav Svoboda | 100 m gyors    | 52,18    | 4.       | 45.      | kiesett  | kiesett  | kiesett  | kiesett | kiesett  |
| Květoslav Svoboda | 200 m gyors    | 1:50,29  | 7.       | 18.      | kiesett  | kiesett  | kiesett  | kiesett | kiesett  |
| Vlastimil Burda   | 400 m gyors    | 3:54,40  | 6.       | 19.      |          |          |          | kiesett | kiesett  |
| Vlastimil Burda   | 1500 m gyors   | 15:33,25 | 1.       | 26.      |          |          |          | kiesett | kiesett  |
| Daniel Málek      | 100 m mell     | 1:01,56  | 2.       | 2.       | 1:01,60  | 2.       | 6.       | 1:01,50 | 5.       |
| Daniel Málek      | 200 m mell     | 2:14,10  | 1.       | 2.       | 2:13,46  | 2.       | 4.       | 2:13,20 | 5.       |
| Jan Víťazka       | 100 m pillangó | 54,34    | 5.       | 27.      | kiesett  | kiesett  | kiesett  | kiesett | kiesett  |
| Jan Víťazka       | 200 m vegyes   | 2:03,66  | 7.       | 21.      | kiesett  | kiesett  | kiesett  | kiesett | kiesett  |
| Jan Víťazka       | 400 m vegyes   | 4:23,81  | 4.       | 23.      |          |          |          | kiesett | kiesett  |

Női
| Versenyző        | Versenyszám  | Előfutam | Előfutam | Előfutam | Elődöntő | Elődöntő | Elődöntő | Döntő   | Döntő    |
| Versenyző        | Versenyszám  | Idő      | Hely.    | Össz.    | Idő      | Hely.    | Össz.    | Idő     | Helyezés |
| ---------------- | ------------ | -------- | -------- | -------- | -------- | -------- | -------- | ------- | -------- |
| Hana Černá       | 400 m gyors  | 4:17,96  | 5.       | 26.      |          |          |          | kiesett | kiesett  |
| Hana Černá       | 200 m vegyes | 2:17,58  | 1.       | 17.      | kiesett  | kiesett  | kiesett  | kiesett | kiesett  |
| Hana Černá       | 400 m vegyes | 4:44,11  | 3.       | 9.       |          |          |          | kiesett | kiesett  |
| Hana Černá       | 800 m gyors  | 8:47,64  | 6.       | 19.      |          |          |          | kiesett | kiesett  |
| Ilona Hlaváčková | 100 m gyors  | 57,37    | 8.       | 26.      | kiesett  | kiesett  | kiesett  | kiesett | kiesett  |
| Ilona Hlaváčková | 100 m hát    | 1:03,28  | 7.       | 22.      | kiesett  | kiesett  | kiesett  | kiesett | kiesett  |

## Vitorlázás
Férfi
| Versenyző    | Versenyszám | Futam | Futam | Futam | Futam | Futam | Futam | Futam | Futam | Futam | Futam | Futam | Pontszám | Helyezés |
| Versenyző    | Versenyszám | 1     | 2     | 3     | 4     | 5     | 6     | 7     | 8     | 9     | 10    | 11    | Pontszám | Helyezés |
| ------------ | ----------- | ----- | ----- | ----- | ----- | ----- | ----- | ----- | ----- | ----- | ----- | ----- | -------- | -------- |
| Michal Maier | Finn dingi  | 8     | 19    | 12    | (24)  | 17    | (26*) | 17    | 12    | 15    | 17    | 19    | 136,0    | 19.      |

Női
| Versenyző     | Versenyszám | Futam | Futam | Futam | Futam | Futam | Futam | Futam | Futam | Futam | Futam | Futam | Pontszám | Helyezés |
| Versenyző     | Versenyszám | 1     | 2     | 3     | 4     | 5     | 6     | 7     | 8     | 9     | 10    | 11    | Pontszám | Helyezés |
| ------------- | ----------- | ----- | ----- | ----- | ----- | ----- | ----- | ----- | ----- | ----- | ----- | ----- | -------- | -------- |
| Lenka Šmídová | Europe      | (15)  | (19)  | 15    | 7     | 8     | 3     | 13    | 2     | 15    | 10    | 2     | 75,0     | 7.       |